# Musette de cour
Pour les articles homonymes, voir Musette.

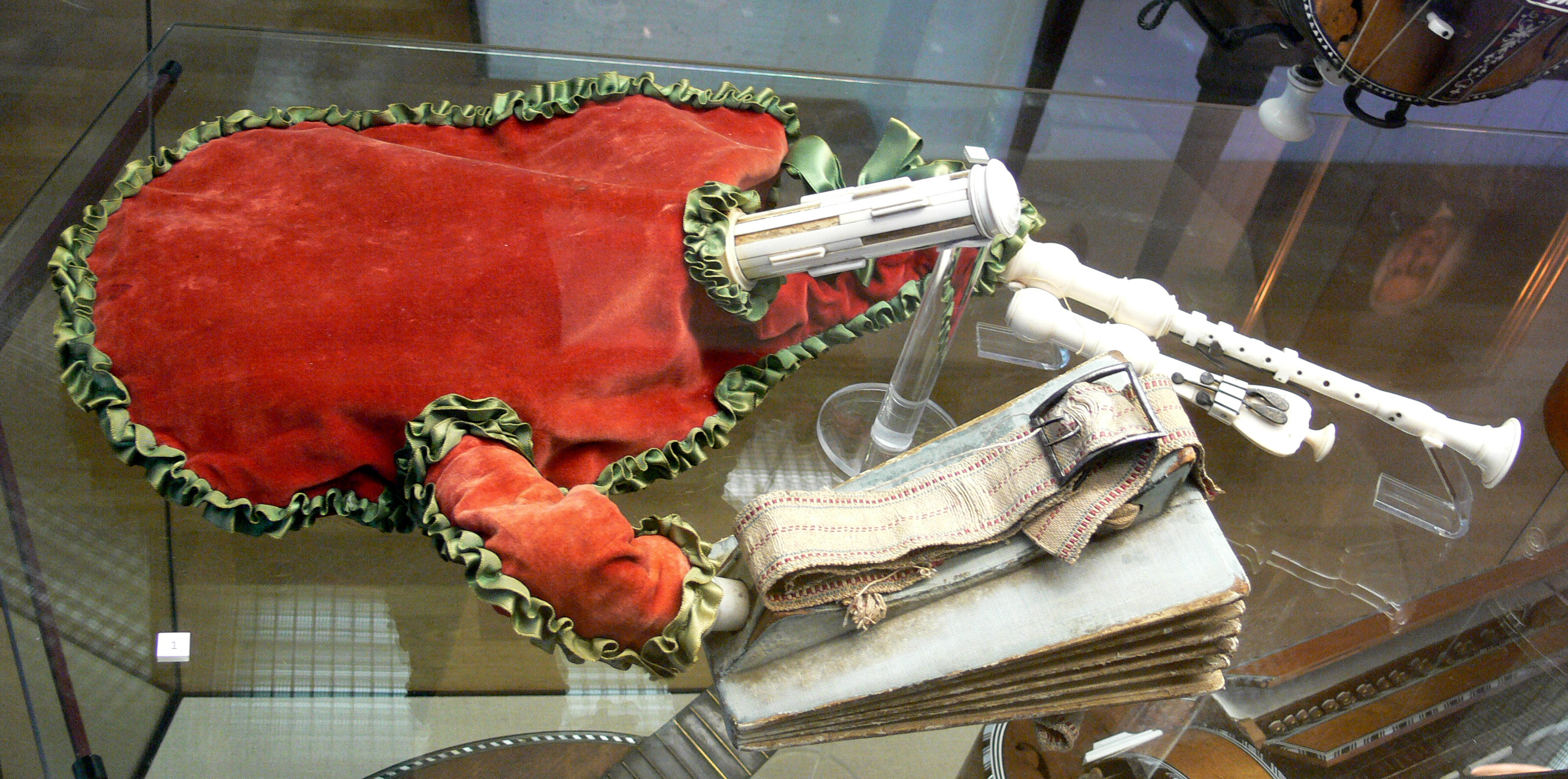
Une musette de cour du XVIIIe siècle exposée au Musée des instruments de musique de Berlin

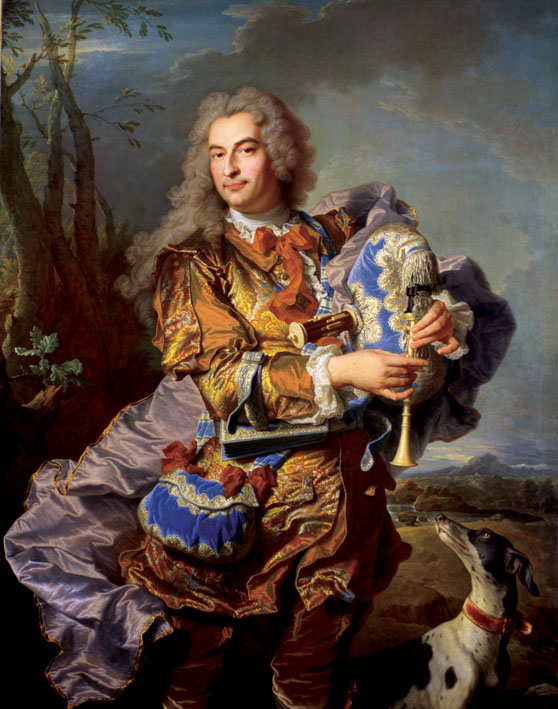
Gaspard de Gueidan jouant de la musette de cour, par Hyacinthe Rigaud, 1738, Musée Granet, Aix-en-Provence, France

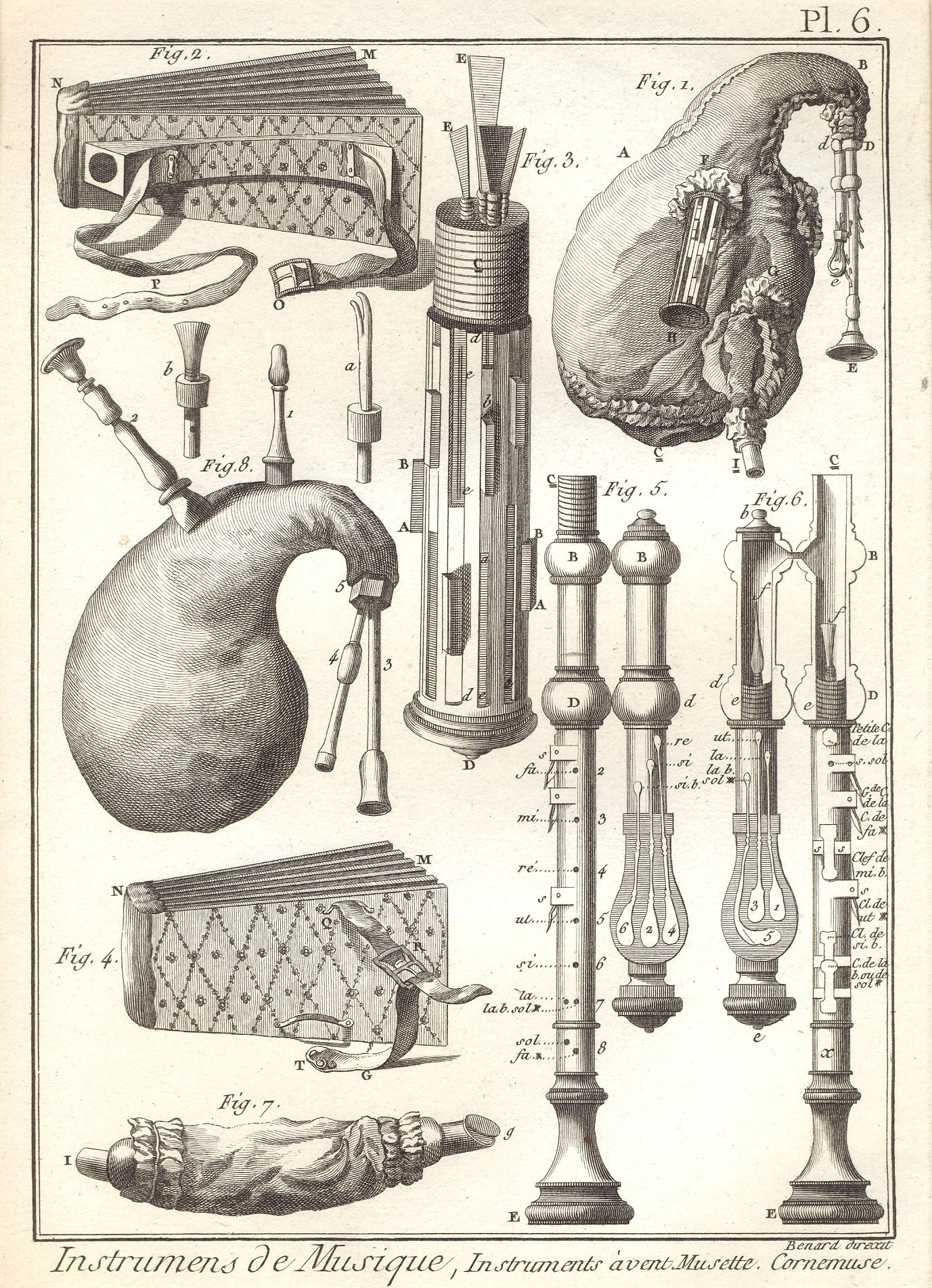
La musette de cour, Encyclopédie de Diderot et d'Alembert, ca. 1770

La musette de cour ou musette baroque est un instrument de musique de la famille de la cornemuse.  Les chanterelles et les bourdons ont un alésage cylindrique et utilisent une anche double, donnant un son calme similaire au hautbois. L’instrument est alimentée en air par un soufflet.
La qualification « de cour » n’apparaît pas dans le nom de l’instrument dans les partitions musicales originales; Les pages de titre s’y réfèrent généralement simplement comme une musette, ce qui permet une confusion occasionnelle avec le hautbois piccolo, également connu sous le nom de musette (hautbois).

## Histoire
Apparue pour la première fois en France, à la toute fin du XVIe siècle, la musette a été affinée au cours des cent années suivantes par un certain nombre de familles de fabricants d’instruments à vent. Les contributions les plus connues proviennent de la famille Hotteterre : Martin Hotteterre  (1640?-1712) a ajouté une deuxième chanterelle sur le petit chalumeau, prolongeant la gamme de l’instrument de six demi-tons. Le bourdon, conçu à l’origine pour accompagner une musique essentiellement modale, est devenu plus simple à mesure que les chalumeaux devenaient plus compliqués. La forme finale de la musette est entièrement chromatique, avec une gamme d’une octave et demie à partir de fa au-dessus du do médium; le bourdon fournit des drones pour do, ré et sol.
La qualification de cour fait référence au lien de l’instrument avec la cour du Roi et l’aristocratie du début du XVIIe siècle. Les éléments « exotiques » - dans le sens d’importés ou de déplacés - étaient à la mode, ce qui entraînait l’apparition d’instruments traditionnels tels que la cornemuse, la vielle à roue et le galoubet dans des compositions pour professionnels et amateurs. La musette pourrait bien avoir bénéficié d’être un instrument soufflé par soufflet, aussi; il était généralement considéré comme inconvenant pour les femmes de jouer de n’importe quel instrument soufflé à la bouche. Borjon de Scellery, cependant, identifie explicitement les grimaces et les tirs de visages comme une habitude des joueurs de musette mal entraînés.
Au sommet de sa popularité, la musette (comme la vielle à roue) était utilisée non seulement pour la musique de chambre, mais aussi dans des compositions à plus grande échelle telles que des opéras, où elle était associée à des bergers, des paysans et d’autres éléments pastoraux. Après la Révolution française, la musette semble être rapidement tombée en disgrâce tandis que les formes plus simples de cornemuse sont restées populaires en tant qu’instruments folkloriques. En conséquence, les musicologues examinant la musique baroque française à la fin du 19e siècle ont eu du mal à imaginer que ce qu’ils considéraient comme la même chose qu’une simple cornemuse folklorique aurait jamais pu avoir une place dans la musique très sophistiquée pour la cour.
L’approche de l' « interprétation historiquement informée » généralement familière à partir des années 1970 ainsi que la restauration habile d’instruments originaux par des fabricants tels que Rémi Dubois (Verviers, Belgique) ont permis d’entendre des œuvres telles que « Pastor Fido » de Chédeville (d’après « Les Quatre Saisons » de Vivaldi), la musique de chambre de Boismortier et même l’opéra-ballet « Les Fêtes d'Hébé » de Rameau dans leur forme originale.

## Chalumeaux
Le frontispice du Traité de Charles-Emmanuel Borjon de Scellery (1672), montre un berger entouré d’un certain nombre d’instruments. Ils comprennent une musette précoce, avec un seul chalumeau qui semble avoir six trous de doigt et pas de clés. La première planche pleine page illustre ensuite un chalumeau avec sept trous de doigts et trois touches, donnant une gamme d’une octave.
La deuxième planche pleine page illustre une forme plus développée de la musette, où un grand chalumeau à cinq touches est complété par un petit chalumeau à six touches. 
La Méthode de Jacques Hotteterre (1738) illustre la forme finale la plus habituelle de l’instrument ; le petit chalumeau à six touches est le même que celui de de Scellery, mais le grand chalumeau a maintenant sept clés.
Le petit chalumeau, comme déjà mentionné, a été ajouté par Martin Hotteterre ; Bien que physiquement relié au grand chalumeau, et partageant la même alimentation en vent du soufflet, il a sa propre anche double et fonctionne comme un instrument séparé. La note la plus grave sur le petit chalumeau est un la bémol un demi-ton en dessous du la aigu sur le grand chalumeau, et garder les deux chalumeaux en accord et en équilibre est l’une des difficultés de l’instrument.

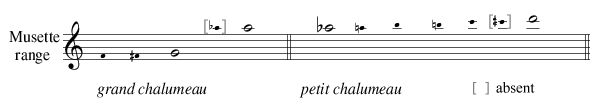
Registres des chalumeaux sur une musette de style Hotteterre.

Le grand chalumeau est ouvert, donc ça sonne toujours. Le petit chalumeau est fermé, comme les petits tuyaux de Northumbrie, il ne sonne donc que lorsqu’un trou est ouvert ou qu’une touche est enfoncée. Le système de doigté sur les deux chalumeaux est « fermé », ce qui signifie que (sauf en jouant quelques ornements) un seul trou à la fois est ouvert.

## Bourdons (drones)
Suivant le principe du cervelas et du basson, le cylindre court du bourdon de la musette de cour contient des conduits repliés qui dédoublent la perce sur eux-mêmes. Les ouvertures dans chaque conduit (l’équivalent des trous de doigts) sont découvertes par des layettes mobiles (curseurs) fixées en quatre coulisses (coureurs). Les deux notes les plus graves utilisent les mêmes conduits, elles ne peuvent donc pas être jouées ensemble.
Les premières musettes avaient jusqu’à neuf coulisses et douze layettes, de sorte que vous pouviez jouer de la musique dans une gamme de modes et toujours avoir un bourdon en utilisant la note de base du mode. Au fur et à mesure que les chalumeaux se développaient et devenaient entièrement chromatiques, il devenait possible de jouer de la musique dans différents modes mais en commençant par la même note; moins de notes de bourdons possibles étaient nécessaires, et le bourdon a été simplifié. Malgré cela, le bourdon contient toujours quatre anches séparées ou plus qui doivent être ajustées et accordées au diapason.

## Répertoire

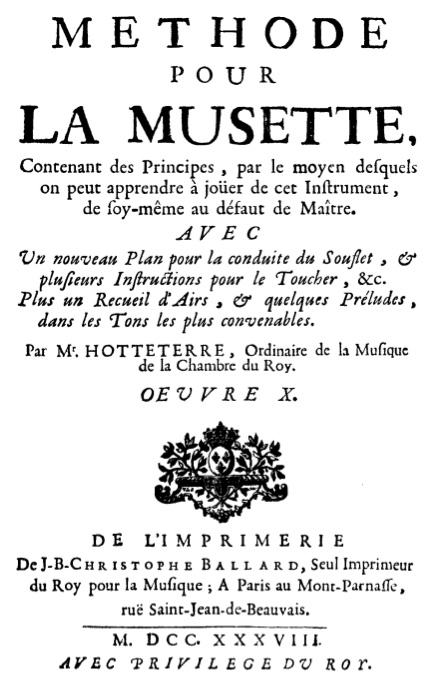
Couverture de la Méthode pour la Musette de Hotteterre (1738).

La musette était un instrument à la fois pour les professionnels, les ensembles musicaux, les orchestres de la cour ou des familles nobles, et pour les amateurs. En conséquence, la musique écrite pour l’instrument va de simples transcriptions d’airs populaires – danses folkloriques dans le Traité de Borjon de Scellery, chansons d’opéras actuels dans la Méthode de Hotteterre – à des pièces assez exigeantes des compositeurs les plus connus de l’époque. La majeure partie de la musique écrite pour la musette n’est pas de la musique solo; les duos sont la forme la plus populaire, suivie des sonates en trio. Une grande partie de la musique disponible pour l’instrument a été décrite comme convenant à la musette, à la vielle à roue, à la flûte à bec ou à la flûte traversière; ou pour tout cela plus hautbois ou violon. Les éditions modernes, généralement pour flûte à bec, donnent aux gens la chance de découvrir beaucoup de musique musette, bien qu’il faille que le ou les drones soient entendus comme le compositeur l’avait prévu.
Les compositeurs (par ordre alphabétique) comprennent Bâton, Boismortier, Buterne, Chédeville (l’Ainé et le Cadet), Corrette, Delavigne, Hotteterre « le Romain », Naudot et Rameau. L’intérêt pour la musette semble s’être limité presque exclusivement aux compositeurs français, bien que la forme de danse tranquille du même nom soit plus répandue. Il y a à la fois des mouvements Lyra (vielle à roue) et Musette dans les suites orchestrales de Telemann, par exemple, et une Musette dans la Bachbüchlein für Anna Magdalena.
Le Traité de Borjon de Scellery, tout en mentionnant le petit chalumeau et en l’incluant dans les illustrations, se concentre sur le grand chalumeau et inclut [principalement] des airs de danse et des chansons populaires dans ses exemples. La Méthode de Hotteterre couvre toute la gamme de la forme développée de l’instrument, et ainsi que des exemples tirés d’opéras populaires comprend un certain nombre de compositions originales conçues pour étendre les compétences du joueur dans des domaines spécifiques. Ces deux ouvrages enseignent également comment lire la musique, Borjon de Scellery fournissant des exemples en notation standard et en tablature musette, et des conseils sur l’entretien de base. Il est clair qu’ils s’attendent à ce que leurs lecteurs vivent à Paris ou dans l’une des plus grandes villes de province, où ils trouveront facilement des fabricants d’instruments et des tuteurs pour les aider.